# Contrasto (Pooh)
Contrasto è il secondo album dei Pooh pubblicato nel 1968.

## Il disco
Contrasto è stato pubblicato in un migliaio di copie numerate nel luglio del 1968; artefice dell'operazione, la casa discografica Vedette, che, con i Pooh in concerto, decide di sfruttare la popolarità del gruppo, raggiunta con il 45 giri di In silenzio/Piccola Katy, raggruppando alcuni provini realizzati per il nuovo album (di cui molti incompleti), più due canzoni, Il tempio dell'amore ed E dopo questa notte, che verranno riutilizzate come retro di Buonanotte Penny oltre alle due canzoni del 45 giri In silenzio e Piccola Katy.
I Pooh sono totalmente all'oscuro dell'operazione e, quando ne vengono a conoscenza, chiedono e ottengono il ritiro dal commercio del 33 giri e tornano nuovamente in studio per registrare l'album Memorie: da questo momento, nascono le prime insanabili divergenze con la Vedette, che porteranno il gruppo a sciogliere il contratto nel 1970, quando in cantiere era previsto un quarto album con l'etichetta di Armando Sciascia.
Contrasto, per le caratteristiche di realizzazione, risulta essere un disco non omogeneo, non voluto e difatti mai riconosciuto dal gruppo (che per lungo tempo non lo ha inserito nelle discografie ufficiali), pur avendo al suo interno due dei maggiori successi dei Pooh anni sessanta: Piccola Katy, destinata a diventare tormentone estivo e con gli anni cavallo di battaglia del gruppo, nonostante la casa discografica l'avesse declassata a lato B del 45 giri, ed In silenzio, un brano che si rifà alla melodia tradizionale italiana, riproposta più volte dai Pooh dal vivo e re-incisa successivamente anche da Riccardo Fogli in una versione rallentata (che nell'introduzione ricorda Infiniti noi) nel suo album del 1976 intitolato Riccardo Fogli.
Sempre in questo disco, ristampato su CD in diverse versioni (e per la prima volta nel 1998 dalla On Sale Music di Italo Gnocchi, 52-OSM-028), trovano spazio canzoni come Il cane d'oro, prima versione di Buonanotte Penny (singolo del 1968, con l'esordio vocale di un Dodi Battaglia appena diciassettenne), qui proposta con un testo e un arrangiamento molto diverso, La leggenda della luna, versione demo di quella che diventerà La fata della luna nel disco successivo, Mr. Jack, un brano proposto in versione anni trenta, che riarrangiato e con un testo molto diverso verrà anch'esso registrato per Memorie con il titolo Waterloo '70 e con arrangiamento in stampo inglese, e Resto con lei, cover di Baby Let's Wait dei Young Rascals.
Chiude il disco una canzone strumentale, Contrasto, con musica attestata ad "H. Tical" (in realtà lo stesso Armando Sciascia, essendo Facchinetti ancora non iscritto alla Siae), il cui tema sarà ripreso da Roby nel 1973, integrandolo ad un altro brano impiegato durante i tour ed intitolato Un maiale per Ringo, per la composizione della suite strumentale del brano Parsifal.
Nel 2006 è stato ristampato in vinile, mantenendo lo stesso numero di catalogo.

## Tracce
LATO A
1. Il cane d'oro (testo di Pantros; musica di H Tical; voce solista: Roby) - 2:38
2. Resto con lei (testo italiano di Pantros; testo originale e musica di Lori Burton and Pamela Sawyer; voce solista: Riccardo) - 3:07
3. Piccola Katy (testo di Valerio Negrini; musica di Roby Facchinetti; voce solista e parlato: Riccardo) - 3:01
4. Il tempio dell'amore (testo di Pantros; musica di Selmoco; voce solista: Riccardo) - 2:49
5. Il buio mi fa paura (quando vien la sera) (testo di Pantros; musica di Francesco Anselmo; voce solista: Roby) -2:12

LATO B
1. La leggenda della luna  (testo di Valerio Negrini; musica di Roby Facchinetti; voce solista: Roby) - 2:45
2. C'è l'amore negli occhi tuoi (testo di Pantros; musica di Francesco Anselmo; voci soliste: Roby e Riccardo) 2:22
3. In silenzio  (testo di Valerio Negrini; musica di Roby Facchinetti; voce solista: Riccardo) - 3:04
4. Mr. Jack (testo di Pantros; musica di H Tical; voce solista: Roby) - 2:08
5. E dopo questa notte (testo di Pantros; musica di H Tical; voce solista: Riccardo) - 3:01
6. Contrasto (strumentale) (musica di H Tical) - 3:45

Nota: non essendo Negrini e Facchinetti iscritti alla Siae, le canzoni sono firmate per lo più dal produttore e arrangiatore Francesco Anselmo (che a volte usa lo pseudonimo Selmoco) e da Armando Sciascia (che usa gli pseudonimi Pantros e H. Tical); fanno eccezione solo Piccola Katy e In silenzio e La leggenda della luna (che potrebbero essere evidentemente depositate dopo l'iscrizione, anche se nel 45 giri Piccola Katy e In silenzio sono firmate da Pantros e Selmoco); nella ristampa in cd della On Sale vengono riportate queste firme, e soltanto nelle successive le canzoni verranno accreditate agli autori originali. Inoltre nell'etichetta il cognome di Pamela Sawyer e riportato erroneamente come Savier.
Nella ristampa in cd pubblicata dalla On Sale Music sono state aggiunte come bonus tracks le seguenti canzoni (inedite su album in queste registrazioni):
1. Vieni fuori (Keep on running) (testo italiano di Maurizio Vandelli; testo originale e musica di Jackie Edwards; voce solista: Valerio) - 2:13
2. L'uomo di ieri (testo di Pantros; musica di H. Tical; voci soliste: Mario e Valerio) - 2:00
3. Bikini beat (testo di Pantros; musica di H. Tical; voci soliste: Mario e Valerio) - 2:00
4. Quello che non sai (Rag Doll) (testo italiano di Antonietta De Simone; testo originale di Bob Gaudio; musica di Bob Crewe; voce solista: Mario) - 2:46
5. Brennero '66 (testo di Pantros; musica di Francesco Anselmo; voce solista: Roby) - 2:31
6. Per quelli come noi (testo di Pantros; musica di Francesco Anselmo; voce solista: Roby) - 1:57
7. Cose di questo mondo (testo di Pantros; musica di Francesco Anselmo; voce solista: Roby) -2:15

## Formazione
- Valerio Negrini - voce, batteria
- Mario Goretti - voce, chitarra
- Roby Facchinetti - voce, organo
- Riccardo Fogli - voce, basso